# Resolució 1542 del Consell de Seguretat de les Nacions Unides
La Resolució 1542 del Consell de Seguretat de les Nacions Unides fou adoptada per unanimitat el 30 d'abril de 2004. Després de rebre un informe del Secretari General Kofi Annan, el Consell va lamentar totes les violacions dels drets humans a Haití i va instar al govern d'Haití a promoure i protegir els drets humans amb un Estat basat en l'estat de dret i una judicatura independent.
El Consell també va reiterar la seva crida per l'assistència internacional a Haití sobre l'acció i el suport a llarg termini, donant la benvinguda a l'Organització d'Estats Americans (OEA), la Comunitat del Carib (CARICOM) i les institucions financeres.
Prenent nota de la situació a Haití, la resolució estableix la Missió d'Estabilització de les Nacions Unides a Haití (MINUSTAH) reclamada a la resolució 1529 (2004) per un període inicial de sis mesos, amb la intenció de renovar-los per altres períodes. D'acord amb l'informe del secretari general, el Consell va decidir que la MINUSTAH consisteixi en un component civil i militar que cooperaria amb l'OEA, la CARICOM i altres organitzacions.
La resolució estableix el mandat de la MINUSTAH en àmbits inclosos proporcionar un entorn segur i estable, els drets humans i donar suport al procés polític a Haití.
La Força està formada per tropes de fins a 17 països, inclosos Argentina, Bolívia, Canadà, Jordània, França, Corea del Sud i Estats Units, i la policia de 41 països, inclosos Argentina, Bangladesh, Brasil, Egipte, Rússia i Espanya.
La resolució 1542 fou encomanada com una millora en els mandats policials anteriors a causa de la seva claredat i integració de la policia en un ampli marc legal.